# Florian Krüger
Florian Krüger (ur. 13 lutego 1999 w Staßfurcie) – niemiecki piłkarz występujący na pozycji napastnika w niemieckim klubie Arminia Bielefeld oraz w reprezentacji Niemiec do lat 21. Wychowanek Schalke 04, w trakcie swojej kariery grał także w Erzgebirge Aue.